# Парламентские выборы в Вануату (1998)
Парламентские выборы в Вануату состоялись 6 марта 1998 года. Премьер-министром в результате создания парламентской коалиции остался представитель партии Вануаку Дональд Калпокас.
Результаты выборов в Парламент Вануату 6 марта 1998
| Партии и блоки                                                | Голоса | %    | Места |
| ------------------------------------------------------------- | ------ | ---- | ----- |
| Партия Вануаку                                                | 14 467 | 21,0 | 18    |
| Союз умеренных партий                                         | 13 833 | 20,1 | 12    |
| Национальная объединённая партия                              | 10 962 | 15,9 | 11    |
| Меланезийская прогрессивная партия                            | 9627   | 13,9 | 6     |
| Республиканская партия Вануату                                | 5441   | 7,9  | 1     |
| Беспартийные                                                  | 14 632 | 21,4 | 4     |
| Всего                                                         |        |      | 52    |
| Источник: Архивная копия от 9 октября 2012 на Wayback Machine |        |      |       |